# Eleições parlamentares europeias de 1979 (Itália)
As eleições parlamentares de 1979 na Itália realizaram-se a 10 de Junho e, serviram para eleger os 81 deputados do país para o Parlamento Europeu.

## Resultados Nacionais
| Partido                 | Partido                                 | Votos      | %               | Deputados |
| ----------------------- | --------------------------------------- | ---------- | --------------- | --------- |
|                         | Democracia Cristã                       | 12 774 320 | 36,45 / 100,00  | 29 / 81   |
|                         | Partido Comunista Italiano              | 10 361 344 | 29,57 / 100,00  | 24 / 81   |
|                         | Partido Socialista Italiano             | 3 866 946  | 11,03 / 100,00  | 9 / 81    |
|                         | Movimento Social Italiano               | 1 909 055  | 5,45 / 100,00   | 4 / 81    |
|                         | Partido Socialista Democrático Italiano | 1 514 272  | 4,32 / 100,00   | 4 / 81    |
|                         | Partido Radical                         | 1 285 065  | 3,67 / 100,00   | 3 / 81    |
|                         | Partido Liberal Italiano                | 1 271 159  | 3,63 / 100,00   | 3 / 81    |
|                         | Partido Republicano Italiano            | 896 139    | 2,56 / 100,00   | 2 / 81    |
|                         | Partido da Unidade Proletária           | 406 656    | 1,16 / 100,00   | 1 / 81    |
|                         | Democracia Proletária                   | 252 342    | 0,72 / 100,00   | 1 / 81    |
|                         | Partido Popular Sul Tirolês             | 196 373    | 0,56 / 100,00   | 1 / 81    |
|                         | Federalismo                             | 166 393    | 0,47 / 100,00   | 0 / 81    |
|                         | Democracia Nacional                     | 142 537    | 0,41 / 100,00   | 0 / 81    |
| Votos inválidos         | Votos inválidos                         | 1 105 579  | 3,06 / 100,00   |           |
| Total                   | Total                                   | 36 148 180 | 100,00 / 100,00 | 81 / 81   |
| Eleitorado/Participação | Eleitorado/Participação                 | 42 203 405 | 85,65 / 100,00  |           |
| Fonte                   | Fonte                                   | [ 1 ]      | [ 1 ]           | [ 1 ]     |

## Resultados por Círculos Eleitorais
| Círculo eleitoral      | %    | D  | %    | D   | %    | D   | %   | D   | %    | D    | %   | D  | %   | D   | %   | D   | %    | D    | %   | D  | %   | D   |    | Votantes   |
| Círculo eleitoral      | DC   | DC | PCI  | PCI | PSI  | PSI | MSI | MSI | PSDI | PSDI | PR  | PR | PLI | PLI | PRI | PRI | PdUP | PdUP | DP  | DP | SVP | SVP | D  | Votantes   |
| ---------------------- | ---- | -- | ---- | --- | ---- | --- | --- | --- | ---- | ---- | --- | -- | --- | --- | --- | --- | ---- | ---- | --- | -- | --- | --- | -- | ---------- |
| Itália Norte-Ocidental | 34,4 | 8  | 28,7 | 7   | 12,4 | 3   | 3,4 | 1   | 4,7  | 1    | 4,1 | 1  | 6,3 | 2   | 3,0 | 1   | 1,1  | -    | 0,9 | 1  | -   | -   | 25 | 10 318 690 |
| Itália Norte-Oriental  | 36,7 | 6  | 30,3 | 5   | 10,7 | 2   | 2,7 | -   | 4,6  | 1    | 3,6 | 1  | 3,7 | 1   | 2,8 | -   | 0,9  | -    | 0,6 | -  | 2,8 | 1   | 17 | 7 226 465  |
| Itália Central         | 31,7 | 5  | 36,4 | 6   | 10,4 | 1   | 5,5 | 1   | 4,0  | 1    | 3,7 | 1  | 2,6 | -   | 2,9 | 1   | 1,7  | 1    | 0,7 | -  | -   | -   | 17 | 7 321 736  |
| Itália Meridional      | 41,8 | 7  | 25,7 | 4   | 10,4 | 2   | 9,4 | 1   | 4,3  | 1    | 2,8 | -  | 1,5 | -   | 1,5 | -   | 1,1  | -    | 0,7 | -  | -   | -   | 15 | 7 533 377  |
| Itália Insular         | 40,6 | 3  | 24,9 | 2   | 10,3 | 1   | 8,5 | 1   | 3,5  | -    | 4,3 | -  | 2,6 | -   | 2,6 | -   | 1,0  | -    | 0,7 | -  | -   | -   | 7  | 3 608 016  |
| Estrangeiro            | 25,7 | -  | 30,6 | -   | 10,1 | -   | 3,1 | -   | 8,6  | -    | 3,3 | -  | 2,7 | -   | 1,8 | -   | 5,3  | -    | 3,7 | -  | 0,8 | -   | -  | 139 626    |
| Itália                 | 36,5 | 29 | 29,6 | 24  | 11,0 | 9   | 5,5 | 4   | 4,3  | 4    | 3,7 | 3  | 3,6 | 3   | 2,6 | 2   | 1,2  | 1    | 0,7 | 1  | 0,6 | 1   | 81 | 36 148 180 |

### Itália Norte-Ocidental
| Partido                 | Partido                                 | Votos      | %             | Deputados |
| ----------------------- | --------------------------------------- | ---------- | ------------- | --------- |
|                         | Democracia Cristã                       | 3 423 574  | 34,4 / 100,0  | 8 / 25    |
|                         | Partido Comunista Italiano              | 2 856 313  | 28,7 / 100,0  | 7 / 25    |
|                         | Partido Socialista Italiano             | 1 240 108  | 12,4 / 100,0  | 3 / 25    |
|                         | Partido Liberal Italiano                | 625 173    | 6,3 / 100,0   | 2 / 25    |
|                         | Partido Socialista Democrático Italiano | 468 155    | 4,7 / 100,0   | 1 / 25    |
|                         | Partido Radical                         | 410 716    | 4,1 / 100,0   | 1 / 25    |
|                         | Movimento Social Italiano               | 333 559    | 3,4 / 100,0   | 1 / 25    |
|                         | Partido Republicano Italiano            | 297 865    | 3,0 / 100,0   | 1 / 25    |
|                         | Partido da Unidade Proletária           | 111 073    | 1,1 / 100,0   | 0 / 25    |
|                         | Democracia Proletária                   | 91 576     | 0,9 / 100,0   | 1 / 25    |
|                         | Outros                                  | 109 755    | 1,1 / 100,0   | 0 / 25    |
| Votos Inválidos         | Votos Inválidos                         | 523 930    | 5,1 / 100,0   |           |
| Total                   | Total                                   | 10 318 960 | 100,0 / 100,0 | 25 / 25   |
| Eleitorado/Participação | Eleitorado/Participação                 | 11 627 452 | 88,8 / 100,0  |           |

### Itália Norte-Oriental
| Partido                 | Partido                                 | Votos     | %             | Deputados |
| ----------------------- | --------------------------------------- | --------- | ------------- | --------- |
|                         | Democracia Cristã                       | 2 605 043 | 36,7 / 100,0  | 6 / 17    |
|                         | Partido Comunista Italiano              | 2 150 903 | 30,3 / 100,0  | 5 / 17    |
|                         | Partido Socialista Italiano             | 759 939   | 10,7 / 100,0  | 2 / 17    |
|                         | Partido Socialista Democrático Italiano | 325 237   | 4,6 / 100,0   | 1 / 17    |
|                         | Partido Liberal Italiano                | 260 672   | 3,7 / 100,0   | 1 / 17    |
|                         | Partido Radical                         | 252 645   | 3,6 / 100,0   | 1 / 17    |
|                         | Partido Popular Sul Tirolês             | 196 373   | 2,8 / 100,0   | 1 / 17    |
|                         | Partido Republicano Italiano            | 196 119   | 2,8 / 100,0   | 0 / 17    |
|                         | Movimento Social Italiano               | 191 051   | 2,7 / 100,0   | 0 / 17    |
|                         | Outros                                  | 164 799   | 2,3 / 100,0   | 0 / 17    |
| Votos Inválidos         | Votos Inválidos                         | 293 356   | 4,1 / 100,0   |           |
| Total                   | Total                                   | 7 226 465 | 100,0 / 100,0 | 17 / 17   |
| Eleitorado/Participação | Eleitorado/Participação                 | 7 961 253 | 90,8 / 100,0  |           |

### Itália Central
| Partido                 | Partido                                 | Votos     | %             | Deputados |
| ----------------------- | --------------------------------------- | --------- | ------------- | --------- |
|                         | Partido Comunista Italiano              | 2 593 454 | 36,4 / 100,0  | 6 / 17    |
|                         | Democracia Cristã                       | 2 260 718 | 31,7 / 100,0  | 5 / 17    |
|                         | Partido Socialista Italiano             | 743 012   | 10,4 / 100,0  | 1 / 17    |
|                         | Movimento Social Italiano               | 393 331   | 5,5 / 100,0   | 1 / 17    |
|                         | Partido Socialista Democrático Italiano | 282 894   | 4,0 / 100,0   | 1 / 17    |
|                         | Partido Radical                         | 263 204   | 3,7 / 100,0   | 1 / 17    |
|                         | Partido Republicano Italiano            | 205 916   | 2,9 / 100,0   | 1 / 17    |
|                         | Partido Liberal Italiano                | 187 383   | 2,6 / 100,0   | 0 / 17    |
|                         | Partido da Unidade Proletária           | 117 801   | 1,7 / 100,0   | 1 / 17    |
|                         | Outros                                  | 82 404    | 1,2 / 100,0   | 0 / 17    |
| Votos Inválidos         | Votos Inválidos                         | 289 933   | 4,0 / 100,0   |           |
| Total                   | Total                                   | 7 321 736 | 100,0 / 100,0 | 17 / 17   |
| Eleitorado/Participação | Eleitorado/Participação                 | 8 225 980 | 89,0 / 100,0  |           |

### Itália Meridional
| Partido                 | Partido                                 | Votos     | %             | Deputados |
| ----------------------- | --------------------------------------- | --------- | ------------- | --------- |
|                         | Democracia Cristã                       | 3 058 717 | 41,8 / 100,0  | 7 / 15    |
|                         | Partido Comunista Italiano              | 1 884 445 | 25,7 / 100,0  | 4 / 15    |
|                         | Partido Socialista Italiano             | 761 875   | 10,4 / 100,0  | 2 / 15    |
|                         | Movimento Social Italiano               | 691 769   | 9,4 / 100,0   | 1 / 15    |
|                         | Partido Socialista Democrático Italiano | 315 747   | 4,3 / 100,0   | 1 / 15    |
|                         | Partido Radical                         | 208 072   | 2,8 / 100,0   | 0 / 15    |
|                         | Partido Liberal Italiano                | 107 627   | 1,5 / 100,0   | 0 / 15    |
|                         | Partido Republicano Italiano            | 106 098   | 1,5 / 100,0   | 0 / 15    |
|                         | Partido da Unidade Proletária           | 80 794    | 1,1 / 100,0   | 0 / 15    |
|                         | Outros                                  | 109 114   | 1,5 / 100,0   | 0 / 15    |
| Votos Inválidos         | Votos Inválidos                         | 326 780   | 4,3 / 100,0   |           |
| Total                   | Total                                   | 7 533 377 | 100,0 / 100,0 | 15 / 15   |
| Eleitorado/Participação | Eleitorado/Participação                 | 9 633 148 | 78,2 / 100,0  |           |

### Itália Insular
| Partido                 | Partido                                 | Votos     | %             | Deputados |
| ----------------------- | --------------------------------------- | --------- | ------------- | --------- |
|                         | Democracia Cristã                       | 1 426 268 | 40,6 / 100,0  | 3 / 7     |
|                         | Partido Comunista Italiano              | 876 229   | 24,9 / 100,0  | 2 / 7     |
|                         | Partido Socialista Italiano             | 362 012   | 10,3 / 100,0  | 1 / 7     |
|                         | Movimento Social Italiano               | 299 345   | 8,5 / 100,0   | 1 / 7     |
|                         | Partido Radical                         | 150 428   | 4,3 / 100,0   | 0 / 7     |
|                         | Partido Socialista Democrático Italiano | 122 239   | 3,5 / 100,0   | 0 / 7     |
|                         | Partido Liberal Italiano                | 90 304    | 2,6 / 100,0   | 0 / 7     |
|                         | Partido Republicano Italiano            | 90 141    | 2,6 / 100,0   | 0 / 7     |
|                         | Partido da Unidade Proletária           | 36 365    | 1,0 / 100,0   | 0 / 7     |
|                         | Outros                                  | 64 247    | 1,8 / 100,0   | 0 / 7     |
| Votos Inválidos         | Votos Inválidos                         | 163 324   | 4,5 / 100,0   |           |
| Total                   | Total                                   | 3 608 016 | 100,0 / 100,0 | 7 / 7     |
| Eleitorado/Participação | Eleitorado/Participação                 | 4 755 572 | 75,9 / 100,0  |           |

### Estrangeiro
| Partido                 | Partido                                 | Votos   | %             |
| ----------------------- | --------------------------------------- | ------- | ------------- |
|                         | Partido Comunista Italiano              | 38 805  | 30,6 / 100,0  |
|                         | Democracia Cristã                       | 32 506  | 25,7 / 100,0  |
|                         | Partido Socialista Italiano             | 12 846  | 10,1 / 100,0  |
|                         | Partido Socialista Democrático Italiano | 10 880  | 8,6 / 100,0   |
|                         | Partido da Unidade Proletária           | 6 655   | 5,3 / 100,0   |
|                         | Democracia Proletária                   | 4 641   | 3,7 / 100,0   |
|                         | Partido Radical                         | 4 211   | 3,3 / 100,0   |
|                         | Movimento Social Italiano               | 3 865   | 3,1 / 100,0   |
|                         | Democracia Nacional                     | 3 778   | 3,0 / 100,0   |
|                         | Partido Liberal Italiano                | 3 446   | 2,7 / 100,0   |
|                         | Partido Republicano Italiano            | 2 269   | 1,8 / 100,0   |
|                         | União Valdostana                        | 1 751   | 1,4 / 100,0   |
|                         | Outros                                  | 977     | 0,8 / 100,0   |
| Votos Inválidos         | Votos Inválidos                         | 14 794  | 10,6 / 100,0  |
| Total                   | Total                                   | 139 626 | 100,0 / 100,0 |
| Eleitorado/Participação | Eleitorado/Participação                 | 391 486 | 35,7 / 100,0  |